# Obóz pracy

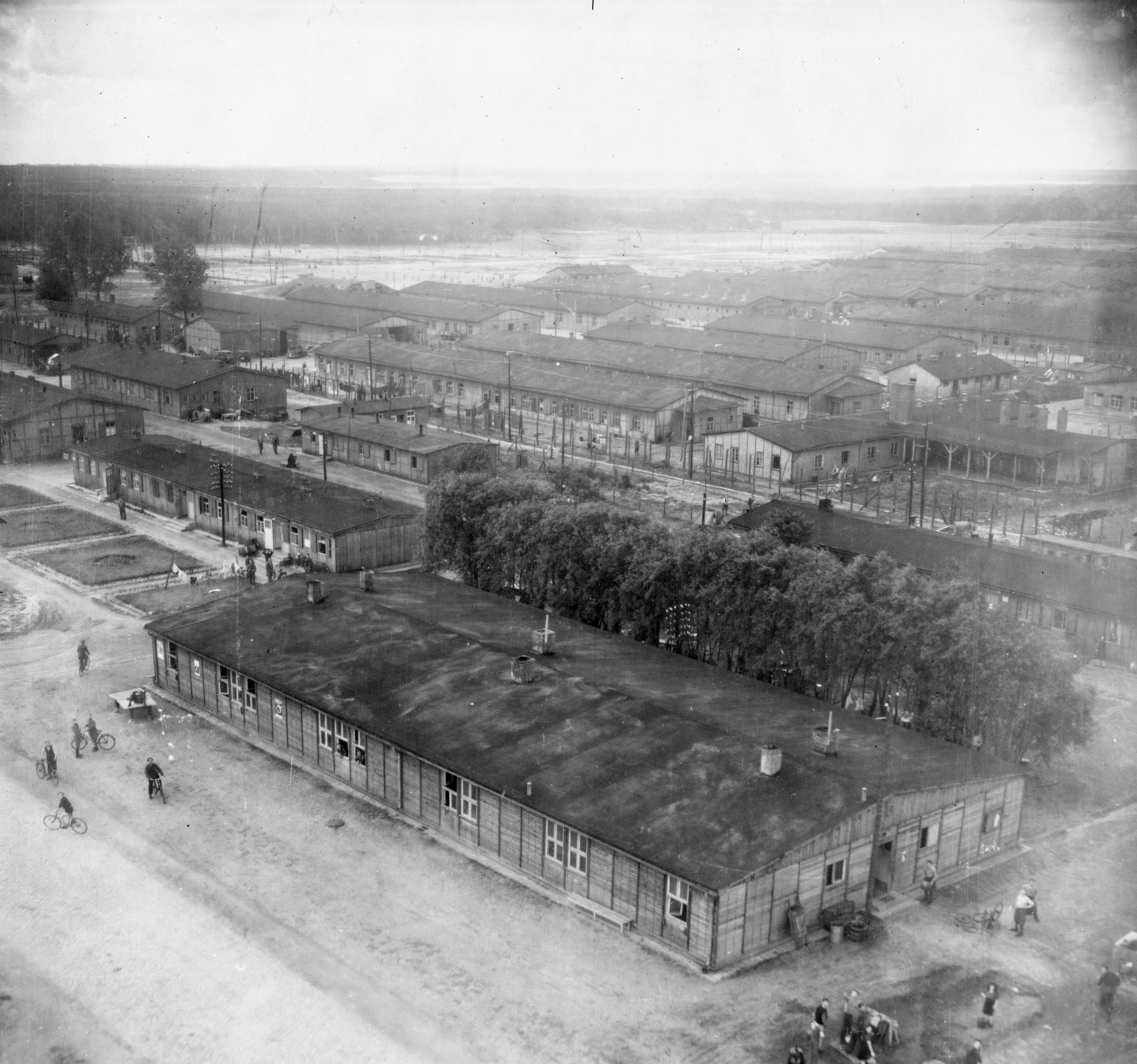
Obóz pracy przymusowej przy fabryce MAN w Moguncji po wyzwoleniu w 1945 roku

Obóz pracy (także obóz pracy przymusowej) – miejsce przetrzymywania, w którym przebywający (zwykle, ale nie zawsze – więźniowie) są zmuszeni do wykonywania pracy.
Najbardziej znane obozy pracy to radzieckie łagry (zarządzane przez Gułag), niemieckie obozy pracy lagry przymusowe z okresu III Rzeszy i obozy w ChRL. Zginęło w nich kilkadziesiąt milionów ludzi.
Obozy pracy istniały również w stalinowskim okresie Polski Ludowej, m.in. Obóz Zgoda. Szacuje się, że w okresie funkcjonowania, w bezpośrednio powojennym państwie w Polsce zginęło od przemocy, ciężkiej pracy i chorób 60 tys. ludzi.
Obecnie obozy pracy znajdują się m.in. w KRLD i w Chińskiej Republice Ludowej (zob. też Obozy pracy w Sinciangu).